# Lista królów Walencji

Godło Królestwa Walencji

Lista królów Walencji – lista przedstawiająca władców Królestwa Walencji, funkcjonującego na Półwyspie Iberyjskim w latach 1238 – 1707.

## Dynastia barcelońska w Aragonii
- 1238–1276: Jakub I Zdobywca
- 1276–1285: Piotr III Wielki
- 1285–1291: Alfons III Liberalny
- 1291–1327: Jakub II Sprawiedliwy
- 1327–1336: Alfons IV Łagodny
- 1336–1387: Piotr IV Aragoński
- 1387–1396: Jan I Myśliwy
- 1396–1410: Marcin I Ludzki

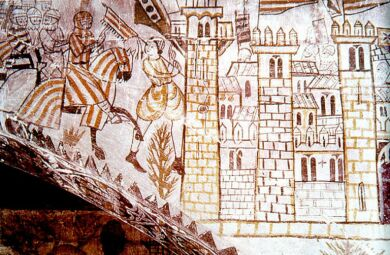
Fragment muralu przedstawiającego wkroczenie króla Jakuba I do Walencji. Jej odbicie z rąk Maurów stanowiło początek istnienia Królestwa Walencji.

Po bezpotomnej śmierci Marcina I nastąpił dwuletni okres bezkrólewia, który zakończony został kompromisem z Caspe, w wyniku którego władzę objęła dynastia Trastámara.

## Dynastia Trastámara
- 1412–1416: Ferdynand I Sprawiedliwy
- 1416–1458: Alfons V Aragoński
- 1458–1479: Jan II Aragoński
- 1479–1516: Ferdynand Aragoński
- 1516–1555: Joanna Szalona

## Dynastia Habsburgów
- 1516–1556: Karol V Habsburg (formalnie władza była współdzielona z jego matką, Joanną Szaloną, jednak faktyczna władza do jej śmierci – oraz formalna potem – należała do Karola)
- 1556–1598: Filip II Habsburg
- 1598–1621: Filip III Habsburg
- 1621–1665: Filip IV Habsburg
- 1665–1700: Karol II Habsburg

Po bezdzietnej śmierci ostatniego króla z rodu Habsburgów wybuchła wojna o sukcesję hiszpańską (1701–14).

## Wojna o sukcesję hiszpańską
- 1700–1704: Filip V Hiszpański
- 1704–1707: Karol VI Habsburg

Dekrety Nueva Planta zostały wprowadzone w życie w Walencji w 1707 roku. Usuwały one stare tradycyjne przywileje i podziały, w ich miejsce wprowadzając administrację kastylijską, tym samym efektywnie likwidując Królestwo Walencji.